# گواهینامه حرفه‌ای اتحادیه فوتبال اروپا
گواهینامه حرفه‌ای اتحادیه فوتبال اروپا (مدرک مربیگری سطح حرفه‌ای یا پرو لایسنس یا UEFA Pro Licence) یک مجوز مربیگری زیر نظر یوفا می‌باشد. این مجوز، بالاترین گواهینامه مربیگری در دسترس و در سطحی بالاتر از دو مدرک مربیگری بی و ای یوفا می‌باشد.